# Sowiniec (Góry)
Sowiniec – część wsi Góry w Polsce, położona w województwie łódzkim, w powiecie poddębickim, w gminie Uniejów.
W latach 1975–1998 Sowiniec należał administracyjnie do województwa konińskiego.